# Mestolobes chimonias
Mestolobes chimonias là một loài bướm đêm thuộc họ Crambidae. Nó là loài đặc hữu của Molokai và Maui.